# Luis Ortiz Muñoz
Luis Ortiz Muñoz (Sevilla, 14 de març de 1905-Madrid 14 de juny de 1975) va ser un periodista, propagandista catòlic i catedràtic d'ensenyament secundari espanyol, director general d'Ensenyament Mitjà i sotssecretari d'Educació Popular durant la dictadura franquista.

## Biografia
Nascut el 14 de març de 1905 a la ciutat andalusa de Sevilla, va estudiar filosofia i lletres a Sevilla i Granada, doctorant-se a Madrid. Va col·laborar en mitjans com El Correo de Andalucía i El Debate.
En 1939 va guanyar per oposició la càtedra de grec de l'Institut Nacional d'Ensenyament Mitjà «Ramiro de Maeztu» del qual immediatament va ser designat director, càrrec en el qual va romandre fins a la seva jubilació.
Va demostrar un gran interès en les germandats sevillanes, i en 1943 va ser pregoner de la Setmana Santa a Sevilla.
En 1942 es va convertir en director general d'Ensenyament Mitjà del Ministerio de Educación Nacional (MEN), reemplaçant en funcions a José Pemartín i simultanejant el càrrec amb el de secretari del Servicio Español del Profesorado de Enseñanza Media (SEPEM). En 1946 es va convertir en el subsecretari de la nova Subsecretaria d'Educació Popular del ministeri, que recollia les competències de la dissolta Subsecretaría de Educación Popular de FET y de las JONS i les seves corresponents delegacions nacionals. Això suposava que el control de la premsa i propaganda en el règim passava dels falangistes a «catòlics» membres de l'Associació Catòlica Nacional de Propagandistes com el mateix Ortiz o Tomás Cerro Corrochano.
Va exercir el càrrec fins a 1951, any en què les competències de la subsecretaria van passar al seu torn al Ministeri d'Informació i Turisme, de nova creació. També en 1951 va cessar com a procurador a les Corts franquistes, càrrec que exercia des de 1943.
Falleció el 14 de juny de 1975 en Madrid.

## Distincions
- Gran Creu de l'Orde del Mèrit Civil (1946)[8]
- Gran Creu de l'Orde d'Isabel la Catòlica (1947)[9]
- Gran Creu de l'Orde del Mèrit Naval, amb distintiu blanc (1948)[10]
- Gran Creu de l'Orde d'Alfons X el Savi (1951)[11]
- Gran Creu de l'Orde Imperial del Jou i les Fletxes (1963)[12]
- Gran Oficial de l'Orde d'Àfrica (1965)[13]
- Gran Creu del Reial i Molt Distingit Orde de Carles III (1975)[14]